# Raymond Roussel
Raymond Roussel (Parigi, 20 gennaio 1877 – Palermo, 14 luglio 1933) è stato uno scrittore, drammaturgo e poeta francese.
Roussel è considerato uno dei padri spirituali della Patafisica, della letteratura potenziale e della letteratura combinatoria.

## Biografia
Roussel era il cadetto di una famiglia molto agiata: aveva due fratelli, Georges e Germaine, ed era figlio di Marguerite Moreau-Chaslon e di Eugène Roussel, agente di cambio. La fortuna di famiglia si costituiva dall'unione dei patrimoni provenienti dal ramo della borghesia di provincia e dal ramo dell'alta borghesia degli affari parigina.
Nel 1893, a 16 anni, venne ammesso al Conservatorio mazionale di musica e iniziò a studiare pianoforte. Subito dopo ereditò la fortuna di suo padre e divenne multimilionario. Iniziò a scrivere dei versi per accompagnare le sue composizioni musicali. A 17 anni decise di dedicarsi completamente alla poesia e scrisse Mon Âme, un lungo poema pubblicato tre anni più tardi in Le Gaulois.
Nel 1896 iniziò la stesura di un romanzo in versi alessandrini intitolato La Doublure (Il sostituto) sul carnevale di Nizza. La stesura e la pubblicazione de La Doublure, a quanto detto dallo stesso, gli fecero provare «una gioia universale di straordinaria intensità». Alla sua pubblicazione, il libro si rivelò un completo disastro editoriale. «Ebbi l'impressione di essere precipitato a terra dall'alto delle mie vette di gloria». Il fallimento gli provocò un crollo emotivo e psichico, che lo psichiatra Pierre Janet, incaricato di occuparsi del suo caso, descrisse in De l'angoisse à l'extase (Dall'angoscia all'estasi).
In compenso, continuava a passare le audizioni di pianoforte. Ammirava gli accademici Paul Bourget e Pierre Loti e il poeta François Coppée. Nel 1897 frequentò i salotti mondani, dove conobbe Marcel Proust. Nel 1904 uscì La vue (La veduta), descrizione di ciò che si può vedere di una spiaggia attraverso una sfera di vetro.
Nel 1910 pubblicò Impressions d'Afrique (Impressioni d'Africa), ma non c'era nessuna corrispondenza tra il complicato impegno profuso dall'autore e l'attenzione da parte del pubblico: mentre per smaltire la prima edizione di Impression d'Afrique ci vollero 22 anni, per scriverla Roussel si era recato in Africa pure non uscendo quasi mai dalla sua camera d'albergo. L'unico che parve interessarsi all'opera fu Edmond Rostand, il quale lo convinse a farne una «pièce straordinaria». Roussel ne fece rappresentare successivamente tre versioni, ma la critica decretò il fallimento delle rappresentazioni teatrali.
Nel 1914 apparve Locus solus, che non venne accolto meglio delle opere precedenti. Roussel incaricò Pierre Frondaie di farne un adattamento teatrale, fonte di un nuovo insuccesso e di litigi: Roussel fu conosciuto tramite lo scandalo.
Tra il  1920 e il 1921 fece il giro del mondo. Soggiornò in particolare a Tahiti, sulle tracce di Pierre Loti. Pensando che le sue pièce non ottenessero il successo in quanto adattamenti, nel 1924 Roussel scrisse L'Étoile au front (La stella in fronte), ma fu un nuovo insuccesso, per di più accompagnato da schiamazzi: si arrivò agli schiaffi, e Robert Desnos lanciò la sua frase celebre: «Nous sommes la claque et vous êtes la joue» (Noi siamo lo schiaffo e voi siete la guancia). Il 2 febbraio 1926 la ultima pièce, La Poussière de soleils (Polvere di soli), fece il tutto esaurito e non diede luogo a nessuno scandalo, ma venne comunque male accolta dalla critica. Nel 1932 pubblicò il suo ultimo libro, la raccolta di poesie Nouvelles Impressions d'Afrique (Nuove impressioni d'africa).
Il 14 luglio 1933 fu trovato morto nella camera del Grand Hotel et des Palmes a Palermo per un'overdose da barbiturici. Alcuni giorni prima aveva già tentato il suicidio tagliandosi le vene. Il corpo di Roussel venne inumato nel cimitero di Père-Lachaise. In realtà, le circostanze della sua morte sono piuttosto misteriose: su questo caso Leonardo Sciascia scrisse un racconto-inchiesta dal titolo Atti relativi alla morte di Raymond Roussel nel 1971, il primo libro che pubblicò per l'appena nata casa editrice Sellerio.
Nel 1935 uscì postumo Comment j'ai écrit certains de mes livres (Come ho scritto alcuni dei miei libri), che permise di vedere sotto una nuova luce gran parte delle sue opere.

### L'altro Roussel
Roussel non fu solo un calembourista e un testardo cesellatore di parole e frasi; ebbe anche un atteggiamento dandistico nei confronti della vita, dovuto forse alla sua enorme ricchezza. Se per le opere cartacee preferiva edizioni di pregio su carta giapponese, a tiratura limitata, per le rappresentazioni delle sue opere affittava i teatri a sue spese, per tenervi poi solo poche repliche. Il suo atteggiamento nei confronti della fama era dunque duplice: da un lato ne soffriva la mancanza, dall'altro ostentava un atteggiamento snobistico nei confronti del pubblico che non la agevolava. Alcuni suoi comportamenti erano l'ostentazione della sua fortuna: consumava cinque pasti al giorno, abusava di psicotropi dell'epoca, viveva in un hotel e si circondava di opere d'arte straordinarie, pur frequentando poco la società. Quando morì aveva dissipato tutta la sua ricchezza.
Eppure Roussel resta una personalità complessa, non liquidabile con l'etichetta di dandy: ben lo sapeva Michel Foucault quando volle indagare su questo personaggio scomparso suicida a Palermo. Roussel fu anche un appassionato scacchista, un inventore, scoprì un teorema matematico, un metodo per un caso di scacchi, fu medaglia d'oro di tiro a segno. Non ammise mai la sua omosessualità, anche se il suo biografo ufficiale François Caradec vi ha implicitamente accennato a più riprese.

## Produzione letteraria
I suoi primi libri, La Doublure, La Vue, Impressions d'Afrique, non ebbero alcun successo e in generale la sua opera letteraria è stata ignorata dai suoi contemporanei, per poi essere riscoperta solo dopo la sua morte.
Nel 1932 pubblicò le Nouvelles Impressions d'Afrique, illustrate da 59 disegni di Henri-Achille Zo: come in un mosaico cesellato finemente, le tavole dei disegni si incastravano e si imponevano in punti precisi delle pagine del libro, secondo un complesso disegno progettato a priori dall'autore, seppure enigmatico per il lettore. La necessità di questa struttura per Roussel era così forte che per la stesura delle quaranta pagine del libro impiegò sette anni.
In realtà, la tecnica letteraria usata da Roussel in Nouvelles Impressions d'Afrique era semplicemente l'esasperazione in complessità di un procedimento che egli aveva inventato e che applicò per tutta la vita. Questa tecnica, ignorata dai suoi contemporanei, condizionò fortemente lo stile e il contenuto dei suoi libri, rendendoli in molti punti astrusi e allucinati, di difficile lettura, come in codice.

### Come ho scritto alcuni dei miei libri
Nel saggio Come ho scritto alcuni dei miei libri, uscito postumo, Raymond Roussel spiegò i meccanismi con cui progettava i suoi libri, basati sull'omofonia delle frasi e la relativa distorsione fonetica, e sullo sdoppiamento semantico del linguaggio:
Les lettres du blanc sur les bandes du vieux billard...

Les lettres du blanc sur les bandes du vieux pillard...

Nella prima, lettres (lettere) era preso nel senso di «segni tipografici», blanc (bianco) nel senso di «gesso» e bandes (bande) nel senso di «sponde»:

«le lettere tracciate col gesso bianco sulle sponde del vecchio biliardo».

Nella seconda, lettres era preso nel senso di «missive», blanc nel senso di «uomo bianco» e bandes nel senso di «orde guerriere»:

«le missive inviate dall'uomo bianco a proposito delle orde del vecchio predone».

Trovate le due frasi, si trattava di scrivere un racconto che potesse cominciare con la prima e finire con la seconda.
Dalla soluzione di questo problema ricavavo tutti i materiali.»
(RAYMOND ROUSSEL, Come ho scritto alcuni miei libri)
Roussel costruiva il suo rompicapo e si impegnava a risolverlo nelle pagine tra la prima e l'ultima frase.

### Locus Solus
Locus Solus, uscito nel 1914, è l'opera più conosciuta di Roussel. Nel 1922 venne rappresentata a teatro: la reazione del pubblico fu furibonda, similmente a ciò che accadeva per le rappresentazioni degli avanguardisti.
Nel 1964, Gae Aulenti, prendendo ispirazione da quest'opera, realizza una serie di mobili da giardino chiamata appunto Locus Solus.

## Stile e influenze
I primi a scoprire il genio di Roussel furono i surrealisti, che dei suoi libri ammirarono soprattutto la capacità di rielaborare in modo creativo immagini e parole che venivano dall'inconscio, con uno stile descrittivo che ricordava molto la scrittura automatica. In particolare fu ammirato da André Breton, che lo definì «il più grande magnetizzatore moderno», e poi da Jean Cocteau, Louis Aragon, Michel Leiris, Paul Éluard, e successivamente da Georges Perec.
Dopo un lungo oblio venne riscoperto negli anni Cinquanta del Novecento da Alain Robbe-Grillet, e venne considerato il precursore della letteratura potenziale, cara alla corrente letteraria OuLiPo: l'idea fondante è che il darsi regole o schemi a priori, ossia delle costrizioni (contrainte) artificiali, sia uno stimolo alla creatività spesso molto più efficace della libertà, considerata comunque illusoria: poiché non è possibile prescindere da alcune imposizioni culturali, vale la pena esplorarne le potenzialità dandosi dei vincoli scelti tra i più efficaci per l'elaborazione di un'opera d'arte. Confrontando questa visione del mondo con l'approccio alla scrittura di Roussel si può vedere la somiglianza. 
Anche la letteratura combinatoria ha avuto in Roussel un riferimento importante.
Roussel influenzò anche gli autori del nouveau roman, e nel mondo anglosassone possiamo ricordare la scuola dei poeti newyorkesi: John Ashbery, Harry Mathews, James Schuyler, e Kenneth Koch, quest'ultimo autore del magazine Locus Solus.
Oggi Roussel è considerato un importante sperimentatore di inizio Novecento e si pensa abbia avuto un'influenza effettiva su alcune correnti artistiche, in particolare letterarie. 
In tempi recenti, nel 1989, un faldone contenente numerosi documenti e manoscritti di Raymond Roussel è stato ritrovato: si sono scoperti testi inediti dell'autore e in particolare La Seine, che divenne oggetto di un adattamento teatrale al Festival di Avignone, opera trasmessa in differita da France Culture.

## Opere
Segue una bibliografia parziale delle opere tradotte in italiano.
- Locus solus seguito da Come ho scritto alcuni miei libri, con il saggio Concezione e realtà in Raymond Roussel di Michel Leiris, con introduzione di Paola Dècina Lombardi, Torino, Einaudi, 1975
- Locus solus, introduzione e traduzione di Gianluca Reddavide, Roma, Le nubi edizioni, 2006 ISBN 8889616121
- Locus Solus, introduzione di Marco Pascarelli, traduzione di Susanna Spero, Potenza, Edizioni Grenelle, 2017, ISBN 978-88-99370-03-9
- Teatro, introduzione e traduzione di Brunella Schisa, Torino, Einaudi, 1982 ISBN 88-06-05461-9
- Impressioni d'Africa, Milano, Rizzoli, 1964. Nuova edizione con introduzione di John Ashbery, Milano, Rizzoli, 1982
- Morte d'autore a Palermo, di Antonio Fiasconaro, Palermo, Nuova Ipsa Editore, 2013. ISBN 8876765549, 9788876765544

## Trasmissioni televisive
- (FR)  Un Siècle d'écrivains, France 3, 15 maggio 1996.